# Elisabeth van Loon

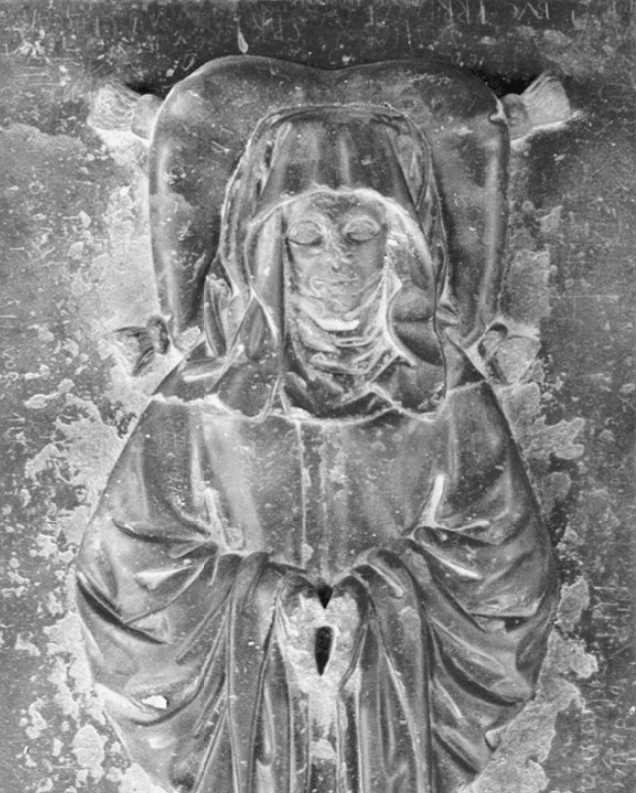
Elisabeth van Loon, vrouwe van Carnisse en Kijfhoek. Bovenaanzicht graftombe.

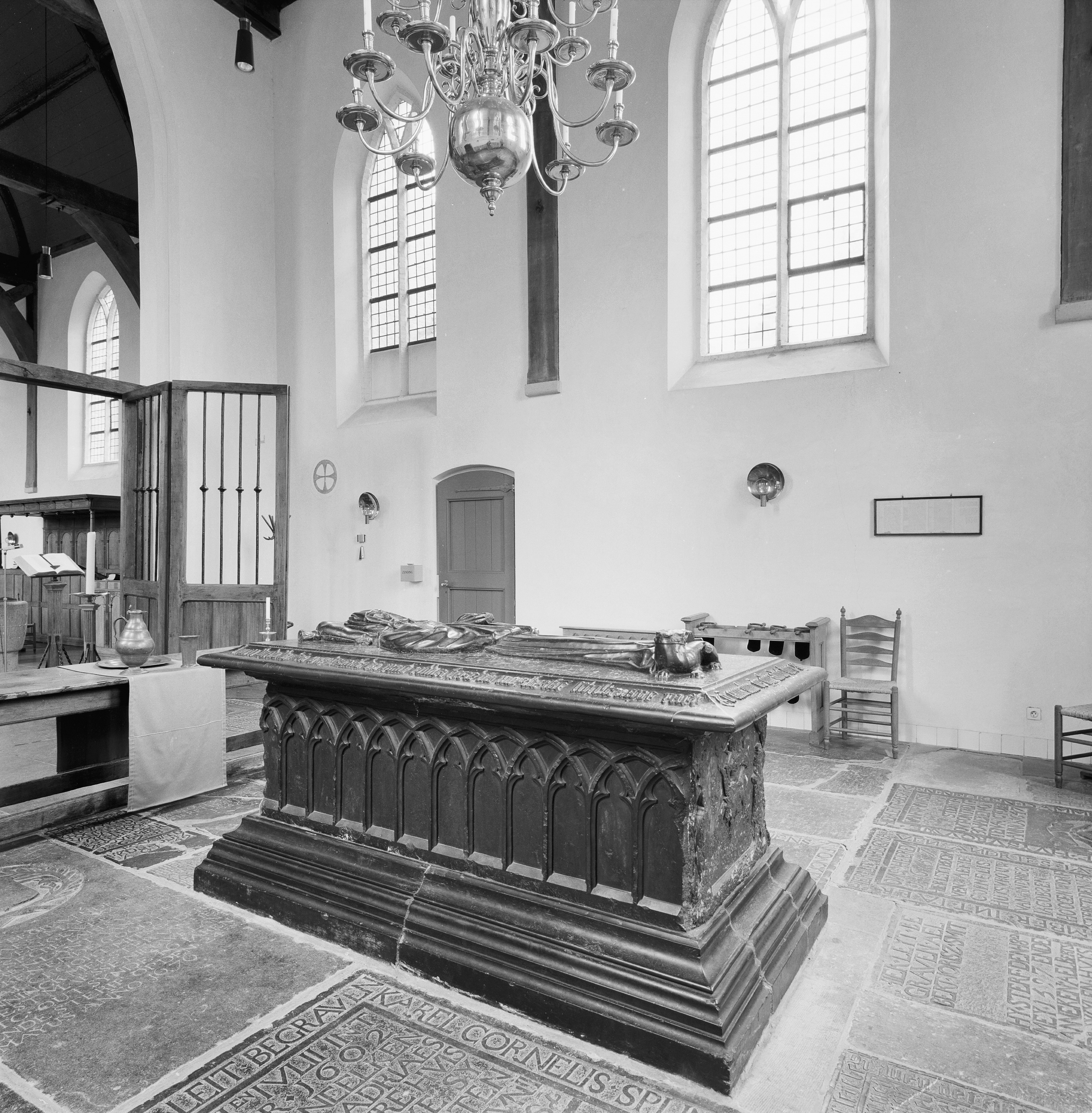
Graftombe van Elisabeth van Loon in koor van Laurentiuskerk in Mijnsheerenland.

Elisabeth van Loon, vrouwe van Moerkerken  (ca. 1450 - 18 april 1514) was ambachtsvrouwe van  Kijfhoek, Carnisse, West-Barendrecht en een deel van Puttershoek.
Ze was de oudste dochter van Arent van Loon van Kijfhoek (1410-1474), schepen van Dordrecht, en Petronella Voercoper (1423-1514), dochter van de schepen van Dordrecht Abel Voercoper (ook Verkoop), schepen van Dordrecht van 1418-1432. Rond 1470 trouwde ze in Dordrecht met Frank of Vranck van Praet, heer van Moerkerke en Merwede (ca. 1430-1473). Ze vestigde zich in het Hof van Moerkerken, waar ze in korte tijd drie zonen kreeg. Hun derde en jongste zoon was Lodewijk van Praet van Moerkerken (1471-1537). 
Na het overlijden van haar vader in 1474 kwam ze in het bezit van de ambachtsheerlijkheid Kijfhoek en van Carnisse. In 1486 kwam ze ook in het bezit van de leen Puttershoek. Deze was op 23 februari 1486 door Pieter van Slingeland op haar overgedragen. Op 4 mei 1491 werd haar ook de ambachtsheerlijkheid West-Barendrecht in leen gegeven.
Eind 1483 sloot ze met Jacob Dammisz van Mynnenbeke, ambachtsheer van West-Barendrecht, een overeenkomst met Jan II van Wassenaer omtrent de bedijking en dijkrechten in de Riederwaard rond Barendrecht. Honderd jaar eerder was door dijkbreuk het land van Barendrecht onder water gelopen, en pogingen tot herbedijking hadden gefaald.
Frank van Praet had in Mijnsheerenland de Laurentiuskerk gesticht. Sinds tijden staat aldaar de graftombe van Elisabeth van Loon in het koor. In 1510 stichtte Elisabeth van Loon de Dorpskerk in Barendrecht met toestemming van de abt Wilhelmus van de Sint-Paulusabdij in Utrecht.

## Trivia
In Mijnsheerenland is sinds 1959 een straat naar haar vernoemd; de Elisabeth van Loonstraat.